# رينالدس سيرسنينش
رينالدس سيرسنينش (باللاتفية: Rinalds Sirsniņš)‏ مواليد 4 يوليو 1985 في أوغره، هو لاعب كرة سلة لاتفي. بدأ مسيرته الاحترافية في سنة 2003. يحمل الرقم 12. يبلغ طوله 6 قدم 1 بوصة (1.9 م).

## المسيرة الاحترافية
لعب مع نادي فوتسوافك لكرة السلة في موسم 2004–2005، ثم لعب مع إيه إس كي ريغا في موسم 2005–2006، ثم لعب مع نادي فالميرا لكرة السلة في موسم 2008–2009، ثم لعب مع نادي ستاروجارد جدانسكي لكرة السلة في موسم 2009–2010، ثم لعب مع راكفيره تارفاس في موسم 2011–2012.

## الإنجازات
- دوري لاتفيا لكرة السلة: 2008
  - الوصافة: 2003، 2004
- الدوري البولندي لكرة السلة:
  - الوصافة: 2005

## روابط خارجية
- رينالدس سيرسنينش على موقع الاتحاد الدولي لكرة السلة (الإنجليزية)
- رينالدس سيرسنينش على موقع كرة السلة الأوروبية.كوم (الإنجليزية)
- رينالدس سيرسنينش على موقع ريلجم (الإنجليزية)
- رينالدس سيرسنينش على موقع بروبوليرز (الإنجليزية)